# Cerostocepheus baloghi
Cerostocepheus baloghi är en kvalsterart som beskrevs av Corpuz-Raros 1999. Cerostocepheus baloghi ingår i släktet Cerostocepheus och familjen Otocepheidae. Inga underarter finns listade i Catalogue of Life.